# AEG C.II
AEG C.II – niemiecki samolot rozpoznawczy z okresu I wojny światowej, będący ulepszoną wersją samolotu AEG C.I. Samolot był odpowiedzią firmy AEG na postulaty stworzenia samolotu zwrotniejszego od poprzednich modeli. C.II został oblatany w październiku 1915 r. W porównaniu z poprzednią konstrukcją, C.II miał zmodyfikowany kokpit oraz zamocowanie karabinu maszynowego, zamontowano także zaczepy dla umocowania 4 bomb po 10 kg każda.
W inwentarzu samolotów na froncie wykazany był tylko jeden samolot C.II, używany wiosną 1916 roku (wykazany 30 kwietnia).